# Hydatopsyche melli
Hydatopsyche melli är en nattsländeart som beskrevs av Georg Ulmer 1926. Hydatopsyche melli ingår i släktet Hydatopsyche och familjen ryssjenattsländor. Inga underarter finns listade i Catalogue of Life.